# Corbin
Corbin – miasto w Stanach Zjednoczonych, w stanie Kentucky, w hrabstwie Knox.